# Natacha Trouhanova
Natalia Vladimirovna Troukhanova (Наталья Владимировна Труханова), plus connue sous le nom de Natacha Trouhanova, née en 1885 à Kiev et morte en août 1956 à Moscou, est une danseuse russe d'origine française.

## Biographie
Le 22 avril 1912, au Théâtre du Châtelet, elle donna le premier de quatre concerts de danse organisés par Jacques Rouché au cours desquels furent créés La Péri de Paul Dukas et Adélaïde ou le langage des fleurs (orchestration des Valses nobles et sentimentales) de Maurice Ravel. Lors de ces concerts furent aussi donnés Istar de Vincent d'Indy et La Tragédie de Salomé de Florent Schmitt. Les quatre ballets étaient interprétés par l'Orchestre Lamoureux sous la direction des quatre auteurs.
Natacha Trouhanova apparaît dans le tableau du peintre Maurice Denis intitulé «  Bethsabée dans les jardins de la villa Médicis » et réalisé vers 1914. Elle  prend place près de la Fontaine aux dauphins dans le jardin de la Villa Médicis  à Rome, au milieu d'une végétation luxuriante servant d'écrin à sa beauté. Elle avait déjà posé pour Maurice Denis précédemment. (Musée départemental Maurice Denis de Saint Germain en Laye Inv.PMD.976,1,659)
En 1923, elle danse avec Natacha Nattova dans une présentation sur scène intitulée Impressions Musicale au Gaumont-Palace